# Chesterfield (Massachusetts)
Chesterfield – miejscowość w USA, w stanie Massachusetts, w hrabstwie Hampshire.